# واين جونز (لاعب دارت)
واين جونز (بالإنجليزية: Wayne Jones)‏ هو لاعب دارت بريطاني، ولد في 24 أبريل 1965 في ولفرهامبتن في المملكة المتحدة.

## وصلات خارجية
- واين جونز على موقع DartsDatabase.co.uk (الإنجليزية)